# Casa Senyorial de Trapene
La Casa Senyorial de Trapene també conegut com a Casa Senyorial de Bormani (en letó: Trapenes muiža) a la regió històrica de Vidzeme, al municipi d'Ape del nord de Letònia.

## Història
Originàriament va ser construïda a principis de 1800, es van afegir les parets exteriors de maó vermell al voltant de 1890. L'edifici allotja el centre cultural de la parròquia de Trapene i la seva biblioteca.